# USS Mayflower (PY-1)
Pour les autres navires du même nom, voir USS Mayflower.
L’USS Mayflower (PY-1), plus tard USCG Mayflower (WPG-183), second navire de l'US Navy à porter ce nom, est un yacht lancé en 1896 qui servit de navire de guerre de l'US Navy pendant la guerre hispano-américaine puis de yacht pour le président des États-Unis, de yacht privé, puis de patrouilleur de l'US Coast Guard pendant la Seconde Guerre mondiale et enfin de caboteur en Méditerranée et qui transporta secrètement des réfugiés juifs en Palestine en 1948.

## Guerre hispano-américaine
Le Mayflower est un luxueux yacht construit en 1896 par J. and G. Thompson à Clydebank, en Écosse. Il est racheté par l'US Navy à Ogden Goelet et mis en service au New York Navy Yard le 24 mars 1898, sous le commandement du commander M. R. S. McKensie. La marine américaine l'a acquis en prévision de la guerre hispano-américaine imminente. Le navire rejoint l'escadre de l'amiral Sampson à Key West en Floride le 20 avril, escadre avec laquelle il part deux jours plus tard pour faire le blocus de Cuba. En route, il capture le schooner espagnol Santiago Apostol. Il capturera également plusieurs petits navires de pêche et de cabotage. Le 11 mai, il aborde un navire de commerce à vapeur britannique, aussi nommé le Mayflower, qui essayait de forcer le blocus et le fait convoyer vers les États-Unis. Le 14, Alfonso envoie deux canonnières pour casser le blocus. Le Mayflower avec ses 39 canons engage les navires espagnols et les pousse à se replier à l'abri des canons du fort Morro. Pendant le restant de la guerre, le Mayflower bloquera les ports de Santiago de Cuba et Cienfuegos.

## Temps de paix

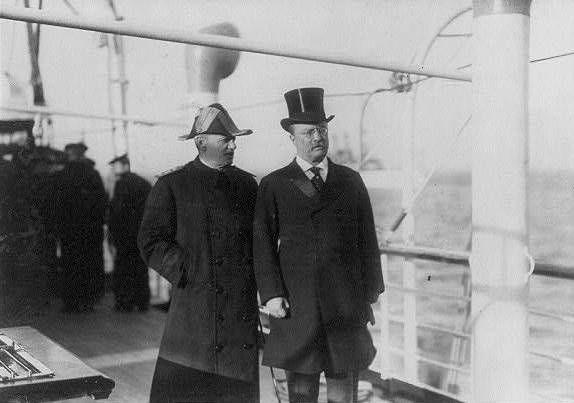
Le président Roosevelt et l'amiral Evans à bord du Mayflower en 1905.

Au début de 1899, le navire regagne New York où il est retiré du service le 2 février pour être rééquipé pour services spéciaux dans les eaux de Porto Rico. Il est remis en service le 15 juin 1900, sous le commandement du Comdr. Duncan Kennedy. À San Juan, il sert de quartier général pour le gouvernement de l'île formé par le premier gouverneur américain Charles H. Allen.
En 1902, le Mayflower sert deux fois de navire amiral pour l'amiral Dewey. En novembre 1903, le contre-amiral Coghlan en fait son navire amiral au large du Panama durant la révolution conduisant à l'indépendance de cet État et l'orientant vers la construction du canal de Panama. Il navigua en Europe à l'été 1904 et à l'automne transporta le secrétaire à la Guerre William Howard Taft pour une inspection aux Antilles. Le Mayflower est retiré du service à New York le 1er novembre 1904 pour servir de yacht présidentiel.
Réarmé le 25 juillet 1905, sous le commandement du Comdr. Cameron McRae Winslow, il part immédiatement pour Oyster Bay à Long Island (New York) pour la préparation de la conférence de paix qui doit mettre fin à la guerre russo-japonaise. Le président Theodore Roosevelt reçoit les délégations russe et japonaise à bord du Mayflower le 5 août. Le navire continuera d'accueillir les négociations de paix qui verront Roosevelt obtenir le prix Nobel de la paix.
Après avoir servi d'aviso pour protéger les intérêts américains à Saint-Domingue en 1906, le Mayflower sert de nouveau de yacht présidentiel jusqu'en 1929. Il accueillera alors plusieurs rencontres diplomatiques ou servira pour des relations publiques durant ces années. Plusieurs membres de familles royales visitèrent le yacht ainsi que d'autres personnalités comme en témoigne le livre d'or. Le président Wilson choisira souvent le Mayflower pour y faire la cour à Mlle Edith Bolling Galt, sa future seconde épouse.
Le président Hoover décida de ne pas utiliser le Mayflower par mesure d'économie et le navire fut retiré du service le 22 mars 1929. Il fut sérieusement endommagé par un incendie alors qu'il était en cale sèche au Philadelphia Navy Yard le 24 janvier 1931. Le yacht fut revendu le 19 octobre 1931 à Leo P. Coe, un agent agissant pour Frank P. Parish, financier fortuné connu comme  « the boy wizard of La Salle street » (« le garçon assistant de la rue La Salle », la rue La Salle étant le Wall Street de Chicago). L'année suivante, alors qu'il avait fait restauré le navire dans sa luxueuse splendeur d'origine par Henry J. Gerlow Inc, de New York, la fortune de Parish tourna, le forçant à vendre le yacht peu de temps avant de fuir le pays pour échapper aux poursuites judiciaires et à la colère des investisseurs. Au cours des années de dépression qui suivirent, un certain nombre de propriétaires successifs essayèrent de promouvoir un large éventail de projets pour le navire, dont son utilisation pour le cabotage en Amérique du Sud, sa restauration comme relique historique, l'utilisation comme salon de danse flottant, et même de le vendre au gouvernement japonais pour y être mis à la casse, le Japon cherchant encore à renforcer sa machine de guerre. Cependant un maquis juridique, le manque d'argent et de faibles marges commerciales frustrèrent ces différentes entreprises pendant que le navire errait de port en port de New York à Jacksonville en Floride, dans l'attente d'une occasion pour un usage futur.

## Seconde Guerre mondiale

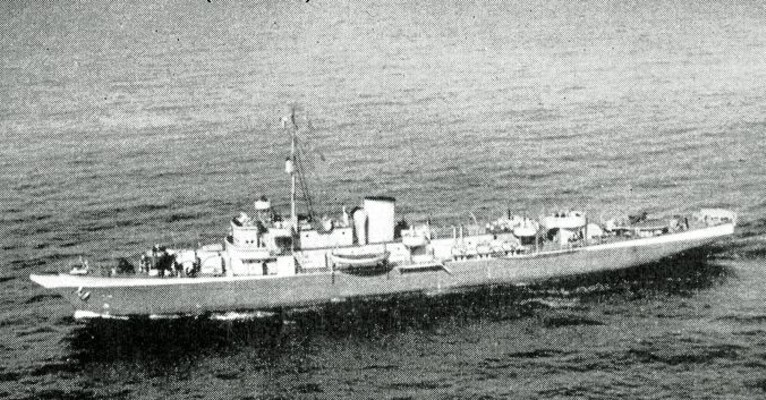
Le Mayflower en février 1944, méconnaissable dans sa configuration de patrouilleur de la Seconde Guerre mondiale (USGC Mayflower (WPE-183).

Après l'entrée en guerre des États-Unis, la War Shipping Administration racheta le Mayflower à Broadfoot Iron Works Inc. à Wilmington (Caroline du Nord, le 31 juillet 1942 et le renomma Butte. Transféré à la Coast Guard le 6 septembre 1943, le navire est remis en service sous le nom de Mayflower (WPE-183) le 19 octobre 1943. Il patrouilla alors le long de la côte atlantique américaine en protection et détection des U-boote allemands et escorta de la navigation côtière en plus de servir comme navire d'entrainement radar à Norfolk et Boston.

## Fin de carrière
Retiré du service le 1er juillet 1946, l'ex-Mayflower fut revendu à Baltimore à Frank M. Shaw le 8 janvier 1947 pour être utilisé en Arctique comme navire chasseur de phoques. Cependant, alors qu'il naviguait entre le Groenland et le Labrador pour rejoindre sa zone de chasse, au début du mois de mars, l'ex-Mayflower fut endommagé par un incendie au large de Point Lookout et fut forcé de revenir à Baltimore. Collins Distributors Inc. racheta alors le navire début 1948, installa de nouvelles chaudières à New York, l'enregistra sous le nom de Malla sous pavillon panaméen. Il fut rééquipé à Gênes en Italie pour servir de caboteur en Méditerranée. Mais après avoir navigué secrètement depuis Marseille, il arriva à Haïfa en Palestine le 3 septembre transportant des réfugiés juifs dont la plupart venait de l’Exodus qui avait dû faire demi-tour de la Palestine l'été précédent.

### Source
- (en) Cet article est partiellement ou en totalité issu de l’article de Wikipédia en anglais intitulé « USS Mayflower (PY-1) » (voir la liste des auteurs).